# (11796) Nirenberg
(11796) Nirenberg (1980 DS4) – planetoida z pasa głównego asteroid okrążająca Słońce w ciągu 3,67 lat w średniej odległości 2,38 j.a. Odkryta 21 lutego 1980 roku.